# 꿈의 END는 언제나 잠을 깨게 한다!
〈꿈의 END는 언제나 잠을 깨게 한다!〉(일본어: 夢のENDはいつも目覚まし! ゆめのエンドはいつもめざまし![*])는 1992년(헤이세이 4년) 11월 26일에 발매된 B.B.퀸즈의 6번째 싱글이다.

## 해설
전작보다 약 11개월 만의 싱글. 애니메이션 《크레용 신짱》의 2번째 오프닝 테마이다.
커플링곡의 〈네게는 사랑이 넘치고 있어〉(君には愛が溢れてる)는 음반 미수록. 카세트 테이프 판에만 오리지널 카라오케가 수록되어있다.

## 수록곡
CD
1. 꿈의 END는 언제나 잠을 깨게 한다! (夢のENDはいつも目覚まし!)
  - 작사: 나가토 다이코, 작곡: 오다 테츠로, 편곡: 하야마 타케시
2. 네게는 사랑이 넘치고 있어 (君には愛が溢れてる)
  - 작사 · 작곡: 카츠 세이지, 편곡: 하야마 타케시
3. 꿈의 END는 언제나 잠을 깨게 한다! (오리지널 카라오케)

카세트 테이프
- A면

1. 꿈의 END는 언제나 잠을 깨게 한다!
2. 꿈의 END는 언제나 잠을 깨게 한다! (오리지널 카라오케)

- B면

1. 네게는 사랑이 넘치고 있어
2. 네게는 사랑이 넘치고 있어 (오리지널 카라오케)

## B.B.카맛테짱의 싱글
〈꿈의 END는 언제나 잠을 깨게 한다〉(일본어: 夢はいつも目覚まし! ゆめのエンドはいつもめざまし[*])는 B.B.카맛테짱의 싱글이다.

### 해설
신세이카맛테짱이 〈꿈은 언제나 잠을 깨게 한다〉를 라이브의 SE로 흐르고 있던 것에서 자신들이 B.B.퀸즈와 같은 곡을 부르는 것을 실현했다. 본작을 내걸고 B.B.퀸즈와 신세이카맛테짱의 합동 라이브 투어를 실시했다. 커플링곡 2곡은 한쪽의 밴드가 다른 한쪽의 노래를 커버한다는 것.

### 수록곡
1. 꿈의 END는 언제나 잠을 깨게 한다! [3:26]
  - 작사: 나가토 다이코, 작곡: 오다 테츠로, 편곡: 마스자키 타카시
2. 로큰롤은 영원하릿 (B.B.퀸즈Ver.)(ロックンロールは鳴りやまないっ（B.B.クィーンズVer.）) [3:52]
  - 작사 · 작곡: 노코, 편곡: 마스자키 타카시
3. 도레미파 괜찮아요 (신세이카맛테짱Ver.)(ドレミファだいじょーぶ（神聖かまってちゃんVer.）) [4:14]
  - 작사: 나가토 다이코, 작곡: 오다 테츠로, 편곡: 신세이카맛테짱

## 커버
꿈의 END는 언제나 잠을 깨게 한다!
- 야마노 사토코 & 오타키 히데노리(일본 컬럼비아판 커버 음원. 동사의 애니메이션 음악 · 어린이용 악곡 컴필레이션 음반에 수록)